# Liste der Monuments historiques in Villette (Meurthe-et-Moselle)
Die Liste der Monuments historiques in Villette führt die Monuments historiques in der französischen Gemeinde Villette (Meurthe-et-Moselle) auf.

## Liste der Objekte
| Bezeichnung                     | Beschreibung                                                                                         | Standort                           | Kennzeichnung | Schutzstatus | Datum | Bild |
| ------------------------------- | --- | ---------------------------------- | ------------- | ------------ | ----- | ---- |
| Skulptur Heiliger Sebastian     | Lindenholz, farbig gefasst, 18. Jahrhundert                                                          | in der Kirche St-Symphorien (Lage) | PM54002001    | Inscrit      | 1992  |      |
| Skulptur Heiliger Nikolaus      | Lindenholz, farbig gefasst und vergoldet, 18. Jahrhundert                                            | in der Kirche St-Symphorien (Lage) | PM54002003    | Inscrit      | 1992  |      |
| Skulpturengruppe Anna selbdritt | Stein, Ende des 15. Jahrhunderts                                                                     | in der Kirche St-Symphorien (Lage) | PM54000995    | Classé       | 1982  |      |
| Hauptaltar                      | Altartisch, Altaraufbau, Tabernakel und Retabel; Eichenholz, farbig gefasst, 17. und 19. Jahrhundert | in der Kirche St-Symphorien (Lage) | PM54002000    | Inscrit      | 1992  |      |
| Skulptur Johannes der Täufer    | Lindenholz, farbig gefasst, 18. Jahrhundert                                                          | in der Kirche St-Symphorien (Lage) | PM54002002    | Inscrit      | 1992  |      |
| Grablegungsgruppe               | Stein, farbig gefasst, Ende des 15. Jahrhunderts                                                     | in der Kirche St-Symphorien (Lage) | PM54000994    | Classé       | 1964  |      |